# Hoosic River
Der Hoosic River (auch Hoosac River sowie Hoosick oder Hoosuck River genannt) ist ein linker Nebenfluss des Hudson River im Nordosten der USA in den Bundesstaaten  Massachusetts, Vermont und New York.

## Flusslauf
Die Quelle bildet das Cheshire Reservoir in der Hoosac Range. Danach durchfließt er die Orte Cheshire, Adams, North Adams und Williamstown. In North Adams trifft der North Branch Hoosic River von rechts auf den Fluss. In Pownal fließt der Fluss für kurze Zeit durch Vermont, bevor er in New York bei Hoosick Falls die Hoosick Falls passiert. Wenige Kilometer flussabwärts überspannt die Buskirk Covered Bridge den Hoosic River. Der Fluss passiert den Ort Johnsonville, wo er aufgestaut wird und durchfließt kurz darauf die Town of Schaghticoke, bevor er 23 km nördlich von Troy in den Hudson River mündet.

## Nebenflüsse
Die wichtigsten Nebenflüsse des Hoosic River in Abstromrichtung:
- North Branch Hoosic River (rechts)
- Green River (links)
- Little Hoosic River (links)
- Walloomsac River (rechts)
- Owl Kill (rechts)
- Tomhannock Creek (links)

## Geschichte
Anfang des 17. Jahrhunderts gelangten die Niederländer in die Gegend, 1745 folgten die Briten und später die Franzosen. Die Briten errichteten Fort Massachusetts (heute North Adams) am Fluss, um ihre Gebietsansprüche zu bekräftigen. Nach mehreren Kämpfen gelangte das Gebiet 1760 unter britische Kontrolle.
Im August 1777 wurden die Briten in der Schlacht von Bennington am Unterlauf des Flusses im Amerikanischen Unabhängigkeitskrieg geschlagen. Danach wurde die Region stärker besiedelt und es wurden Mühlen und Fabriken am Fluss errichtet.

## Wasserkraftanlagen
Am unteren Hoosic River befinden sich mehrere Laufwasserkraftwerke.
Wasserkraftanlagen am Hoosic River in Abstromrichtung:
| Name         | Leistung in MW | Anzahl Turbinen | Lage | Betreiber        |
| ------------ | -------------- | --------------- | ---- | ---------------- |
| Johnsonville | 2              | 2               | (⊙)  | Brookfield Power |
| Schaghticoke | 16             | 4               | (⊙)  | Brookfield Power |